# 国旗勋章
国旗勋章（朝鲜语：／）是朝鲜民主主义人民共和国最高人民会议常任委员会颁发的勋章。
勋章形状为一颗五角星和五边形相叠，向外闪射光芒，中间蓝边红环的十角圆形中为一颗金星。
- 一级国旗勋章：银质镀金，通径72毫米，呈金色；还授予在朝参战一年以上的志愿军兵团、军级干部。中国人民志愿军有12人荣获“朝鲜民主主义人民共和国英雄”称号、一级国旗勋章。
- 二级国旗勋章：纯银质，通径58毫米，呈银色；授予志愿军师级干部
- 三级国旗勋章：纯银质，通径50毫米，呈银色。授予志愿军团级干部

| 第1級 | 第2級 | 第3級 |